# (12111) Ulm
(12111) Ulm est un astéroïde de la ceinture principale.

## Description
(12111) Ulm est un astéroïde de la ceinture principale. Il fut découvert par Eric Walter Elst le 1er juin 1998 à l'ESO. Il présente une orbite caractérisée par un demi-grand axe de 2,56 UA, une excentricité de 0,065 et une inclinaison de 3,88° par rapport à l'écliptique.
Il fut nommé en hommage à la ville allemande d'Ulm où naquit entre autres le physicien Albert Einstein en 1879.

## Compléments